# 切尼斯格羅夫鎮區 (伊利諾伊州麥克萊恩縣)
切尼斯格羅夫鎮區（英語：Cheney's Grove Township）是位於美國伊利諾伊州麥克萊恩縣的一個行政鎮區。

## 地方資料
根據2010年美國人口普查的數據，切尼斯格羅夫鎮區的面積為94.40平方千米，當中陸地面積為94.20平方千米，而水域面積為0.20平方千米。當地共有人口980人，而人口密度為每平方千米10.38人。